# Boris Achour
 (juillet 2024).
Si vous disposez d'ouvrages ou d'articles de référence ou si vous connaissez des sites web de qualité traitant du thème abordé ici, merci de compléter l'article en donnant les références utiles à sa vérifiabilité et en les liant à la section « Notes et références ».
Boris Achour, né à Marseille en 1966, est un artiste français.

## Biographie
Boris Achour est né en 1966 à Marseille. En 1992, il est diplômé des Beaux-Arts de Paris.
Dans les années 1990, il se fait connaître par des séquences filmées nommées « Actions-peu », où il travaille avec le mobilier urbain, déposant par exemple un pain d'épice au pied d’un poteau électrique. Le Figaro le décrit comme « partisan d’une subversion active des conventions sociales ».
Il séjourne en 1996 à Berlin et à Montréal, puis en 1999 à Los Angeles.
La même année, il co-fonde Public, à Paris, un espace d'art contemporain géré par des artistes et curateurs indépendants.
En 2001, il crée Cosmos, une oeuvre constituée d'une étagère longue d'environ une quarantaine de mètres et placée à hauteur du regard. L'étagère contient 200 boîtiers de VHS mais sans cassettes vidéos à l'intérieur. Chaque boîtier de film correspond à un film ayant le même titre, Cosmos, mais avec des acteurs et un synopsis différents, dans des genres différents,.
En 2002, il cofonde Trouble, une revue d'essais critiques, avec Claire Jacquet, François Piron et Émilie Renard, qui sont rejoints, en 2005, par Guillaume Désanges.
D'après Le Figaro, il est l'auteur d’œuvres-expositions « célèbres » comme Non Stop paysage en 2003, Jouer avec les choses mortes en 2004, ou Conatus en 2006.
Il enseigne à l’École nationale supérieure d'arts de Cergy-Pontoise depuis janvier 2010.
En 2012, il propose Séances, une oeuvre qui se situe entre spectacle et exposition, dont l'accroche est : « Un spectacle en forme d'exposition, une exposition sous forme de spectacle, un récit sous forme d'images de sons et de sculptures, un montage d'éléments hétérogènes, construit par le spectateur. » Le spectateur circule dans un « décor-paysage », où se trouvent des sculptures, des films, de la musique et des textes. Il n'y a pas d'acteurs jouant en direct, mais les films peuvent montrer par exemple des danseurs ou des personnages manipulant des sculptures présentes dans le décor,,. Travaillant avec des musiciens, des danseurs, des écrivains, des acteurs, Boris Achour tente ainsi de créer de nouvelles façons de travailler, produire et diffuser.

## Expositions personnelles
- 2016 : Fiac, Galerie Allen, Paris, France
- 2016 : 12XU, Galerie Allen, Paris, France
- 2012 : Séances, Centre d’art contemporain d’Ivry – le Crédac, curated by Claire le Restif.
- 2012 : Oh Lumière, Galerie Georges-Philippe et Nathalie Vallois, Paris[2]
- 2012 : Mehr, Galerie Ruth Leuchter, Düsseldorf, Allemagne
- 2009 : Conatus : La rose est sans pourquoi, FRAC Champagne-Ardenne, Reims
- 2009 : Conatus : Celui dans la grotte, Galerie Georges-Philippe et Nathalie Vallois, Paris[2]
- 2008 : Conatus: A Forest, Montehermoso Cultural Center, Vitoria-Gasteiz, Espagne
- 2008 : Conatus : Timescape, Galerie Cesare Manzo, Rome, Italie
- 2008 : Galerie des Multiples, Paris
- 2006 : Conatus : Pilote, Galerie Georges-Philippe et Nathalie Vallois, Paris
- 2004 : Spirale, Espace des Blancs Manteaux, Nuit Blanche, Paris
- 2004 : Ici et autrefois et ailleurs et maintenant, Fondation Caixa, Lleida, Espagne
- 2004 : Cosmos, Red District, Marseille
- 2003 : Jouer Avec Des Choses Mortes, les Laboratoires, Aubervilliers
- 2003 : Non-Stop Paysage, Fri-Art, Fribourg, Suisse
- 2003 : Brume, REMO-Osaka Contemporary Art Center, Osaka, Japon
- 2002 : Flash Forward, Galerie Chez Valentin, Paris
- 2002 : Cosmos, Kunstverein Freiburg, Allemagne
- 2002 : Cosmos, Palais de Tokyo, Paris
- 2001 : Générique 2, Galerie de l’école des Beaux-Arts, Marseille
- 2000 : Générique, Galerie Chez Valentin, Paris[2]
- 1999 : Stoppeur, Fort Beauregard, Besançon
- 1999 : Dehors  et dedans, le 19-centre régional d’art contemporain, Montbéliard
- 1999 : Passage Hall, École Nationale des Beaux-Arts, Lyon, curated by François PIron
- 1998 : Oui, Galerie Chez Valentin, Paris
- 1997 : Galerie Chez Valentin[2]

## Exposition collectives
- 2016 : Every Body, LAAC, Dunkerque, France
- 2016 : Portrait de l’artiste en Alter, cur. Véronique Souben, Frac Haute-Normandie, Rouen, France
- 2016 : The House Is Looking For An Admiral To Rent, cur. Marie Bechetoille, Musée National d’Art Contemporain, Bucarest, Roumania
- 2016 : Enclencheurs de récits, cur. Sophie Lapalu, Le Point Commun, Cran-Gevrier, France
- 2015 : C’est la vie ?, cur. Neil Baloufa, Occidental Temporary, Villejuif, France
- 2015 : All The World’s Future, cur. Okwui Enwezor, 56th Venice Biennale, Venice, Italy
- 2015 : Un nouveau festival : Air de jeu, cur. Michel Gauthier, Centre Pompidou / Musée National d’Art Moderne, Paris, France
- 2015 : Chercher le garçon, cur. Frank Lamy, MAC/VAL, Vitry-sur-Seine, France
- 2015 : Abstract Jungle, Galerie de Multiples, Paris, France
- 2015 : Par le Bleu, la «grande couleur», Bastion de France, Porto-Vecchio, Corsica, France
- 2014 : Merzen, cur. Jeanne Gillard & Nicolas Rivet, LiveInYourHead, Geneva, Switzerland
- 2014 : Lettre A, Livres d’artistes et éditions limitées, Galerie Eva Meyer, Paris
- 2014 : Echos #3-Boucles, Centre d’art le Lait, Albi
- 2013 : Nuit Blanche, Toronto, Canada, curated by Ami Barak
- 2013 : Comme au cinéma, Centre D’art Contemporain, Pontmain, France, curated by Annaïk Besnier
- 2013 : The Black Moon, dans le cadre de Nouvelles Vagues, Palais de Tokyo, Paris, curated by Sinziana Ravini
- 2013 : Les archipels réinventés 2/Prix Fondation d’entreprise Ricard, La Vieille Charité, Marseille, France, curated by Emma Lavigne
- 2013 : Nessus Oggetto E’ Innocente, Frac Corse, Corte, curated by Hugues Reip
- 2013 : Commissariat pour un arbre #4,Jardin Botanique, Bordeaux, France, curated by Mathieu Mercier
- 2013 : Les passagers du temps, Instant 42, Taipei, Taïwan, curated by Théo Robine-Langlois
- 2013 : Projections – Vers d’autres mondes, Musée de l’Abbaye Sainte-Croix, Les Sables-d'Olonne
- 2013 : Le Flâneur, dans le cadre du programme Chapelle Vidéo, Musée d’art et d’histoire de Saint-Denis
- 2013 : Dernières nouvelles, Galerie de multiples, Paris
- 2013 : Les référents, École municipale des Beaux-Arts Galerie Edouard-Manet, Gennevilliers, curated by Étienne Bernard & Aurélien Mole
- 2012 : Songe d’une nuit d’été, Château d’Oiron, Toulouse
- 2012 : Le luxe : mode d’emploi, Passage de Retz, Paris, curated by Nicolas Liucci-Goutnikov avec le concours de Bernard Blistène
- 2012 : De nombreuses mains colorées placées côte à côte pour former une rangée de nombreuses mains colorées, Galerie de l’ENSBA, Lyon, curated by Emilie Renard
- 2011 : Clairvoyance, Soloway, Brooklyn NY, USA, curated by Paul Branca
- 2011 : Nouvelles du jour, Galerie JTM, curated by Elvire Bonduelle et Marguerite Pilven
- 2011 : ApParis, Espace En Cours, Paris, curated by Deniz Erbas, Irene Panzani et Xu Zhang
- 2011 : Catalogue, Musée d’art moderne de Saint-Étienne, curated by Jeanne Brun & Emmanuel Tibloux
- 2011 : La ronde, La Ferme du Buisson, Noisiel, curated by Émilie Renard
- 2011 : Ha Ha Road, Quad, Derby, UK & Oriel Mostyn Gallery, Llandudno, UK, curated by Dave Ball
- 2011 : Le bel été, FRAC Corse, Corte, France
- 2011 : Multiples and Co, Villa du Parc, Annemasse, curated by Gilles Drouot pour la Galerie de Multiples
- 2010 : Une forme pour toute action, Printemps de Septembre, Les Abattoirs, Toulouse, curated by Éric Mangion.
- 2010 : Double Bind/Arrêtez d’essayer de me comprendre!, Villa Arson, Nice, curated by D. Inkster, E. Mangion, S. Pluot.
- 2010 : L’obstacle est la tautologie, atelier de Benoît Maire, curated by Benoît Maire, Paris.
- 2010 : Nos meilleurs souvenirs, Expérience Pommery #8, Domaine Pommery, Reims, curated by Régis Durand
- 2010 : Toute chose oblique, La maison vide, Bouliac, curated by Lauren Huret
- 2009 : GAGARIN The Artists in their Own Words, S.M.A.K, Gand, Belgique
- 2009 : Les archipels réinventés, Centre Georges Pompidou, Paris, curated by Emma Lavigne.
- 2009 : Faux Jumeaux, S.M.A.K, Gand, Belgique, curated by Guillaume Désanges.
- 2009 : La Force de l’Art, Grand Palais, Paris, curated by Jean-Louis Froment, Jean-Yves Jouannais, Didier Ottinger.
- 2008 : La foule (zéro-infini), La Tôlerie, Clermont-Ferrand, curated by Guillaume Désanges
- 2008 : Grand Chaos et Tiroirs, Les Arques/Printemps de Septembre, Toulouse, curated by Claire Moulène & Mathilde Villeneuve.
- 2008 : Animations/Fictions, The National Museum of Contemporary Art, Bucarest, Roumanie
- 2008 : Valeurs Croisées, Biennale d’art contemporain, Rennes, curated by Raphaële Jeune.
- 2008 : Les sujets en moins, Galerie Léo Scheer, Paris, curated by Éric Mangion
- 2008 : Pernod Ricard Art World, Winzavod Art Center, Moscou, Russie, curated by Claire Staebler
- 2008 : Soft Spot, Projekt 0047, Oslo, Norvège, curated by Marianne Zamecznik
- 2007 : Vacuum, CCC, Tours
- 2007 : White Light-Write it, Lieux Communs, Toulouse
- 2007 : Moitié Carré – Moitié Fou, Villa Arson, Nice, curated by Vincent Pécoil, Lili Reynaud Dewar, Elisabeth Wetterwald.
- 2007 : Intouchable, Museo de Arte Contemporaneo, Valladolid, Espagne, curated by Guillaume Désanges & François Piron.
- 2006 : Notre Histoire, Palais de Tokyo, Paris, curated by NIcolas Bourriaud & Jérôme Sans.
- 2006 : La force de l’art, Grand Palais, Paris.
- 2006 : La Fabrique – an expanded field of action, AK28, Stockholm, Suède
- 2006 : Intouchable, Villa Arson, Nice, curated by Guillaume Désanges & François Piron.
- 2005 : Première Biennale de Moscou, Musée Lenine, Moscou, Russie, curated by Nicolas Bourriaud.
- 2005 : L’idiotie, Domaine Pommery, Reims, curated by Jean-Yves Jouannais.
- 2005 : Invisible Script, W139, Amsterdam, curated by François Piron
- 2005 : Remagine, Musée d’Art Contemporain de Lyon
- 2005 : Radiodays, de Appel, Amsterdam, Hollande, curated by Claire Staebler
- 2005 : Global Tour, W139, Amsterdam, Hollande, curated by Amiel Grumberg
- 2004 : Hors d’œuvre : ordres et désordres de la nourriture, Capc Musée d’art contemporain de Bordeaux.
- 2004 : Libretto, Musée National d’Art Contemporain, Bucarest, curated by Ami Barak.
- 2004 : Cremers Haufen, Westfälisches Landesmuseum, Münster.
- 2003 : Bandes à part : le cinéma dans l’art contemporain, Musée d’art moderne et contemporain, Strasbourg
- 2003 : Le ludique, Musée d’Art Moderne de Villeneuve-d'Ascq
- 2002 : L’amie de mon ami, EPA, Cergy-Pontoise
- 2002 : Promotion, Espace Paul Ricard, Paris, curated by François Piron.
- 2002 : (des)enchanté(e)s, Espace Croisé, Centre d’art contemporain, Roubaix
- 2002 : La vie devant soi, FRAC Languedoc-Roussillon, Montpellier & Cimaise et Portique, Albi, curated by Ami Barak
- 2001 : Traversées, ARC, Musée d’Art Moderne de la Ville de Paris, curated by Hans Ulrich Obrist
- 2001 : 1re Biennale de Tirana, Tirana, Albanie, curated by Hans Ulrich Obrist.
- 2001 : Parallèle, Parallaxe, Paradoxe, Maison populaire de Montreuil, France, curated by François Piron.
- 2001 : Le Ludique, Musée des beaux-arts, Québec[2].
- 2001 : Podium Moderne, Dunkerque, curated by Arnaud Labelle-Rojoux
- 2001 : Beau fixe, Centre Photographique d’Ile-de-France, Pontault-Combault
- 2001 : Talk to me, Signal, Malmö
- 2001 : Hoops!, Link, Bologne
- 2001 : Le Parvis, Centre d’Art Contemporain, Pau
- 2001 : Artistes d’architectes, galerie Roger Pailhas, Marseille, France.
- 2000 : Sensitive, Printemps de Cahors, curated by Christine Macel.
- 2000 : Négociations, Centre Régional d’Art Contemporain, Sète
- 2000 : Architecture et mobilité, 3e Biennale d’art contemporain d’Enghien-les-Bains
- 2000 : Des arts plastiques…à la mode, Christie’s, Paris.
- 1999 : Nous nous sommes tant aimés, Ensba, Paris.
- 1999 : A girl like you, galerie Praz-Delavallade, Paris
- 1999 : Ouverture 4, Château de Bionnay, Lacenas
- 1999 : Vilnius-Paris 1999, Contemporary Art Center, Vilnius
- 1998 : Gare de l’Est, Casino Forum d’art contemporain, Luxembourg, curator : Hou Hanru.
- 1998 : Aller/Retour, Bonner Kunstverein, Bonn; Stadtgalerie Kiel & Stadtgalerie Saarbrücken, Allemagne.
- 1998 : Bruits secrets, CCC, Tours
- 1998 : États de rire, centre d’art contemporain, Rueil-Malmaison
- 1998 : Printemps-Octobre, centre commercial Italie 2, Paris
- 1997 : Et l’extra c’est exquis, galerie municipale Édouard Manet, Gennevilliers
- 1997 : Utopie ou l’auberge espagnole, centre d’art contemporain, Rueil-Malmaison
- 1997 : Galerie Chez Valentin, Paris
- 1996 : Vingt ans, le plus bel âge, passage de Retz, Paris.
- 1995 : Fréquence de résonance, A l’écart, Montreuil
- 1995 : Rencontres internationales de la photographie, Arles, curated by : Michel Nuridsany.
- 1993 : Mastère 92, ENSBA, Paris
- 1992 : Centre d’art contemporain, Rueil-Malmaison
- 1991 : The living-room, Glasgow, Écosse[2]
- 1991 : Windfall, Glasgow, Écosse
- 1989 : Musée Roy Adzak, Paris[2]

## Prix
- 2002 : prix Ricard[2]